# حيرام بيرسي ماكسيم
حيرام بيرسي ماكسيم (بالإنجليزية: Hiram Percy Maxim)‏ هو مخترِع أمريكي، ولد في 2 أغسطس 1869 في بروكلين في الولايات المتحدة، وتوفي في 17 فبراير 1936 في لا جونتا في الولايات المتحدة.

## وصلات خارجية
- حيرام بيرسي ماكسيم على موقع الموسوعة البريطانية (الإنجليزية)
- حيرام بيرسي ماكسيم على موقع ميوزك برينز (الإنجليزية)